# Mariakapel (Heibloem)

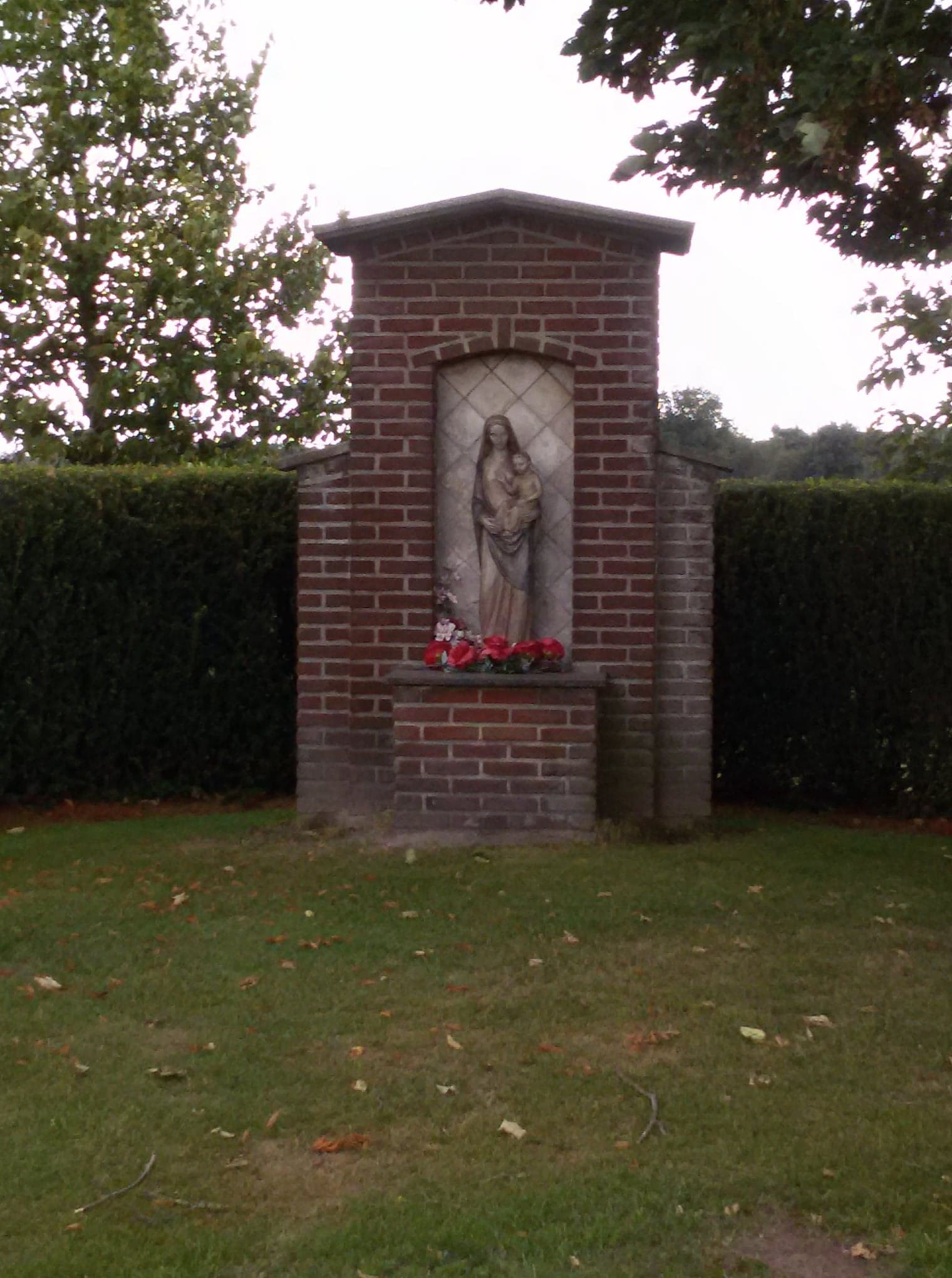
De Mariakapel

De Mariakapel is een kapel bij Heibloem in de Nederlandse gemeente Leudal. De kapel staat aan de Boerderijweg op ongeveer 3,5 kilometer ten oosten van het dorp in het buitengebied.
De kapel is gewijd aan de heilige Maria.

## Gebouw
De bakstenen kapel is een niskapel bestaat uit een zuil met hierop een zadeldakje. Links en rechts van de zuil zijn er steunberen geplaatst met afdeklijst. Aan de voorzijde is een soort van altaar gemetseld van een derde hoog. Boven dit altaar is in de wand een segmentboogvormige nis uitgespaard waarvan de achterwand bekleed is met diagonaal geplaatste tegels. In de nis staat een Mariabeeld dat de heilige toont met op haar linkerarm het kindje Jezus.